# Мансури, Фаузи
Фаузи Мансури (фр. Faouzi Mansouri; 17 января 1956, Мензель-Бургиба — 18 мая 2022) — алжирский футболист, играл на позиции защитника.
Фаузи Мансури принимал участие на двух чемпионатах мира: 1982 года в Испании и 1986 года в Мексике. На двух турнирах он во всех 6 матчах сборной Алжира выходил в стартовом составе.

## Достижения

### Со сборной Алжира
- Участник чемпионатов мира: 1982 года в Испании и 1986 года в Мексике